# Toussaint Charbonneau
Toussaint Charbonneau (ur. ok. 1758 w Montrealu, zm. 1840 (?) w wiosce Indian Mandanów w dzisiejszej Dakocie Północnej) – francuski podróżnik, przewodnik i tłumacz języków indiańskich w Kanadzie.
O latach dzieciństwa i młodości Charbonneau nic nie wiadomo. Z całą pewnością w latach dziewięćdziesiątych XVIII wieku pracował dla Kompanii Północnozachodniej z siedzibą w Montrealu jako jeden z jej traperów, których Francuzi nazywali podróżnikami (fr. voyageurs). Polował i skupował futra od Indian na północnych obszarach dorzecza Missouri. Dość dobrze poznał języki indiańskie oraz obyczaje miejscowych plemion. Do roku 1804 był żonaty z co najmniej trzema Indiankami.

## Z ekspedycją Lewisa i Clarka
Jesienią 1804 r. Charbonneau przebywał na terytoriach Mandanów w okolicach dzisiejszego Bismarck w Dakocie Północnej. Jego ówczesną żoną była Indianka z plemienia Szoszonów Sacajawea. Gdy w listopadzie zatrzymała się na leża zimowe wśród Mandanów amerykańska wyprawa badawcza, na której czele stali Meriwether Lewis i William Clark, Charbonneau zaoferował swoją pomoc i oboje z Sacajaweą zostali zatrudnieni jako przewodnicy i tłumacze. Ekspedycja Lewisa i Clarka wyruszyła na zachód w kwietniu 1805, a wraz z nią nowo narodzony Jean-Baptiste Charbonneau.
Zastanawiające, że Charbonneau – który z pewnością oddał ekspedycji znaczne usługi – był przez Lewisa i Clarka oceniany jako kiepski przewodnik w porównaniu z własną żoną. W raporcie opisane są takie wydarzenia, jak:
1. w maju Charbonneau omal nie utracił swego kanu uratowanego tylko dzięki przytomności i odwadze Sacajawei, podczas gdy on sam „krzyczał z przerażenia”;
2. w czerwcu uciekał w panice przed niedźwiedziem grizzly, którego w końcu zastrzelił inny członek wyprawy;
3. w drodze powrotnej, w kwietniu 1806 r., miał go zrzucić, wraz z siodłem i jukami, najwyraźniej źle okulbaczony koń.

Za swoją służbę dla US Army otrzymał wynagrodzenie w wysokości 500 dolarów i 33 centów.

## Dalsze losy
Po zakończeniu ekspedycji Lewisa i Clarka zatrzymał się przez jakiś czas w St. Louis, gdzie (prawdopodobnie w roku 1809) oddał swego małego synka na wychowanie Williamowi Clarkowi, po czym wrócił do swego zajęcia handlarza futer nad górną Missouri. Zatrudniali go w owym czasie Manuel Lisa i John Jacob Astor.
W czasie wojny roku 1812 Charbonneau skutecznie zapobiegał stawaniu lokalnych plemion po stronie angielskiej, co uchroniło je od ewentualnych represji. Po wojnie służył – od czasu do czasu – jako przewodnik różnorodnych wypraw na zachód, w tym ekspedycji amerykańskich handlarzy futer z Santa Fe do Taos w dzisiejszym Nowym Meksyku. Podczas tych wypraw dotarł na niezbadane dotąd obszary w środkowych i południowych pasmach Gór Skalistych, aż po Wielkie Jezioro Słone.
W roku 1820 był przewodnikiem i tłumaczem płk. Stephena Harrimana Longa w jego wyprawie w region Wielkich Równin w dzisiejszym stanie Kansas. W trzy lata później obsługiwał wyprawę łowiecką niemieckiego księcia Paula Wilhelma Würtemberskiego na tym samym obszarze. Zachwycony książę w drodze powrotnej zabrał ze sobą do Europy 18-letniego Jean-Baptiste'a, gdzie syn Charbonneau miał zdobyć wykształcenie.
W początkach lat trzydziestych XIX wieku Charbonneau, mimo podeszłego wieku, nadal pracował jako traper i handlarz futer. W roku 1834 został zatrudniony przez niemieckich podróżników, księcia Alexandra Philippa Maximiliana i artystę-malarza Karla Bodmera, wybierających się w górę Missouri.
W roku 1839 Charboneau udał się do St. Louis, gdzie zabiegał o wynagrodzenie za swą służbę dyplomatyczną wśród Indian. Stamtąd wrócił do swoich Mandanów, gdzie – przypuszczalnie w roku następnym – zmarł.